# Einlappenkasuar

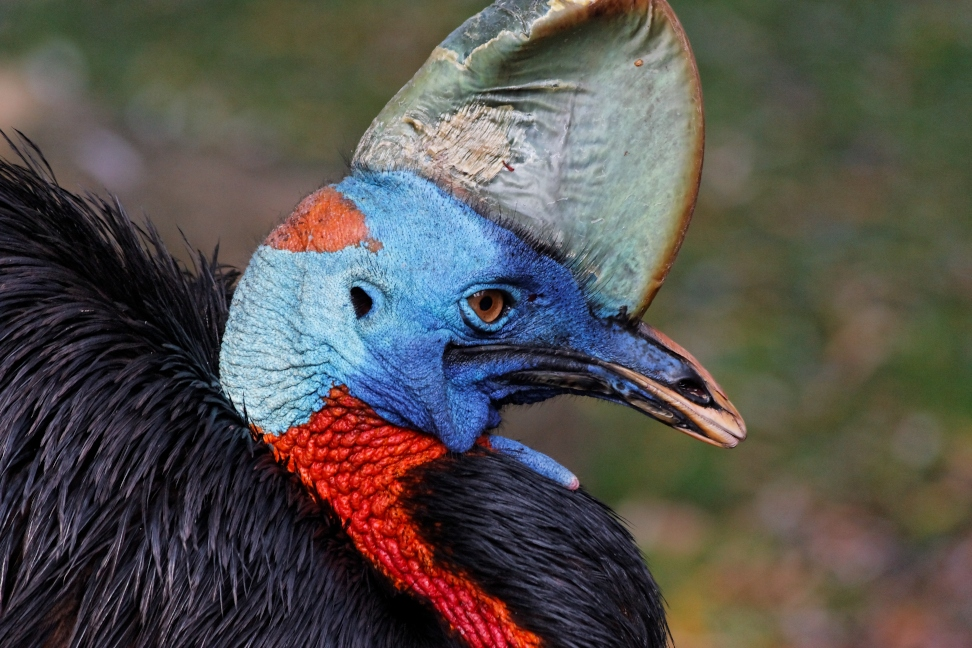
Kopf und Hals eines Rothalskasuars

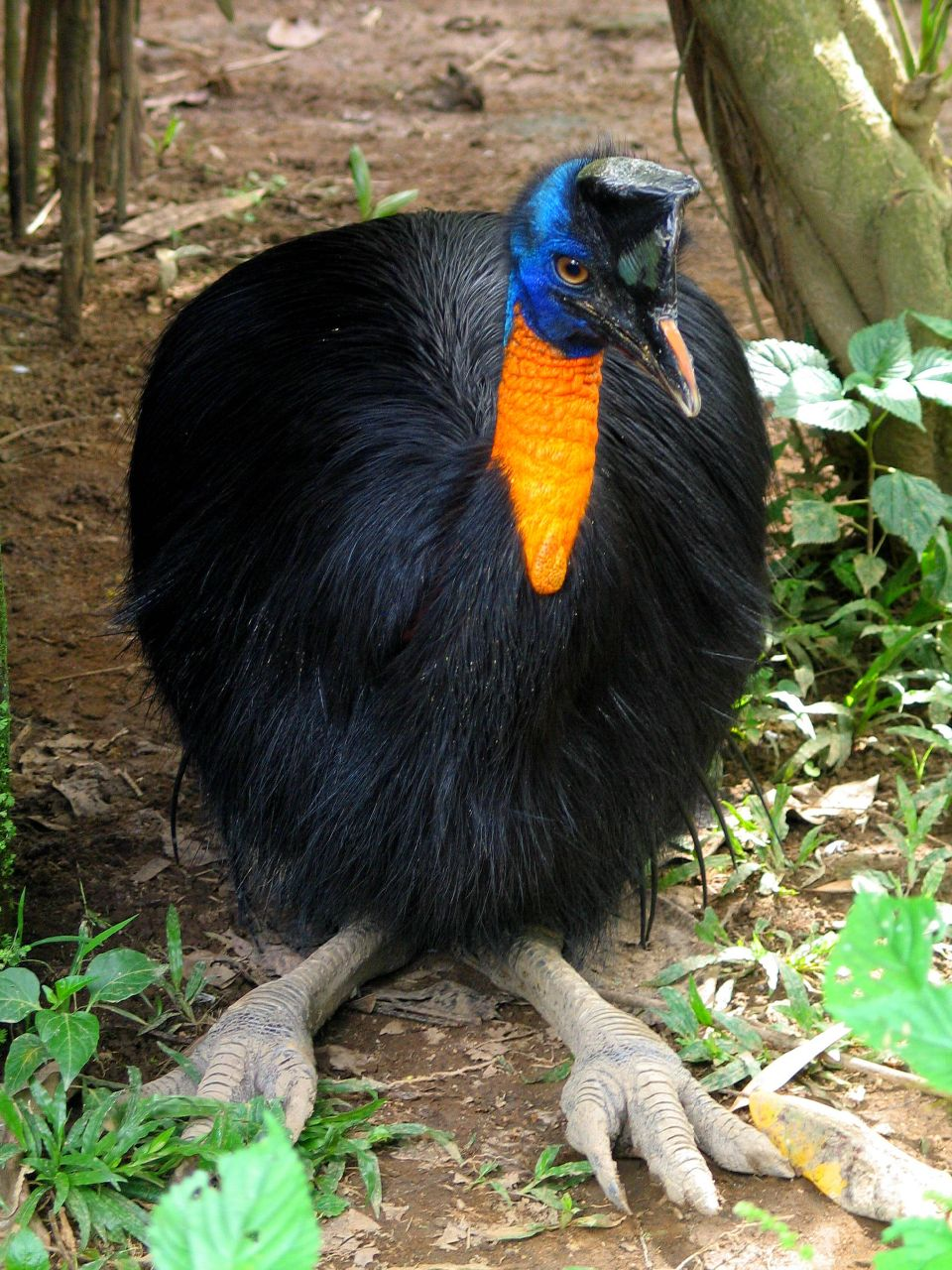
Individuum mit gelb gefärbtem Hals

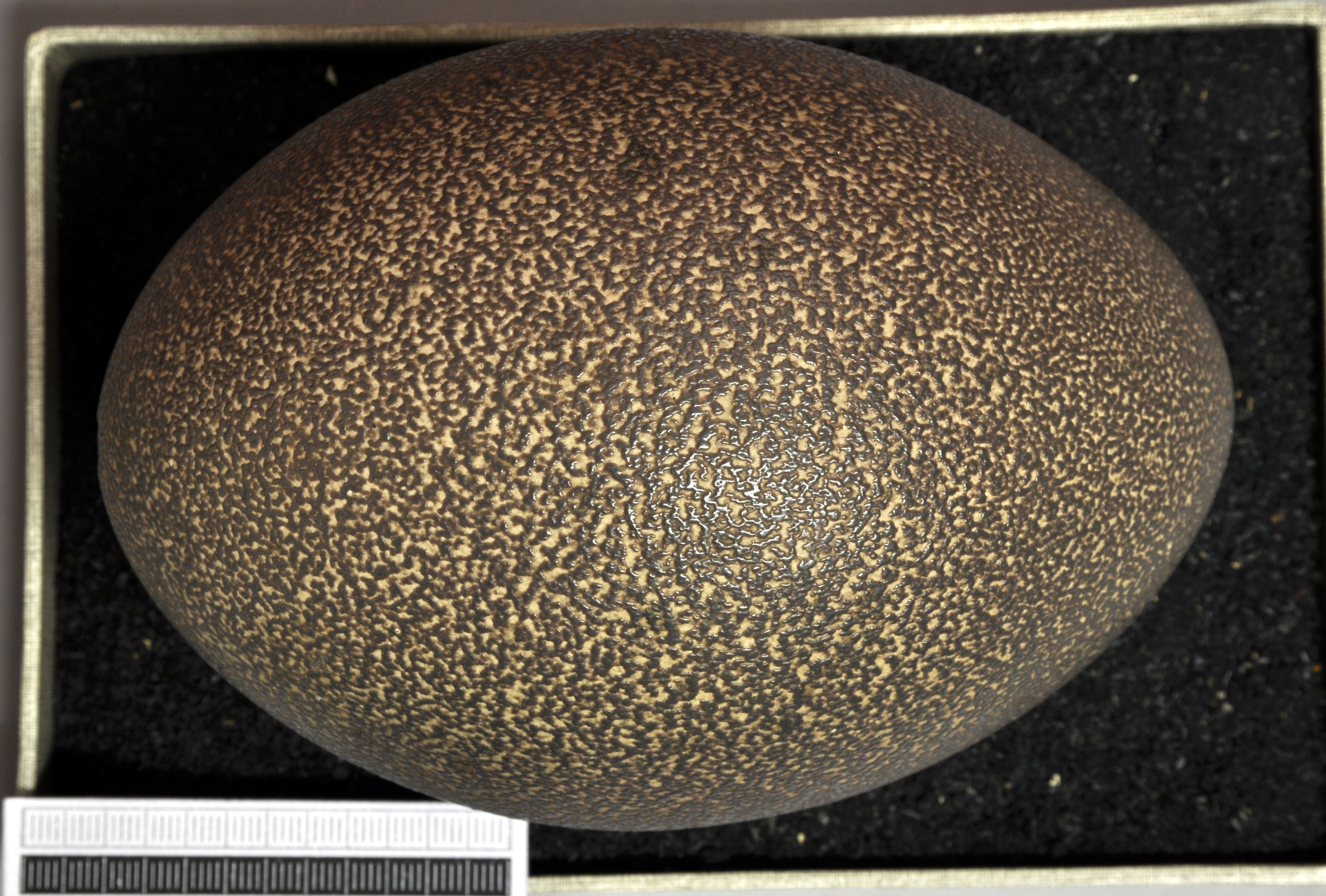
Ei, Sammlung Museum Wiesbaden

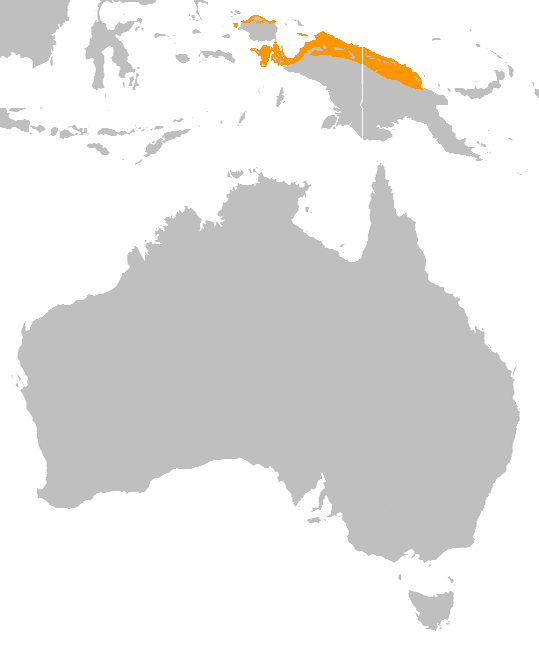
Verbreitungsgebiet

Der Einlappenkasuar (Casuarius unappendiculatus), auch Rothalskasuar oder Goldhalskasuar, ist eine große flugunfähige Vogelart aus der Familie der Casuariidae.

## Merkmale
Ein ausgewachsener Einlappenkasuar erreicht eine Rückenhöhe von 100 cm, Gesamthöhe von 1,50 bis 1,80 m und ein Gewicht von 55 bis 85 kg. Damit zählt er unmittelbar zu den größten und schwersten lebenden Vögeln. Er ist wie alle Laufvögel flugunfähig. Das Gefieder ist schwarz und besteht aus harten, steifen Federn. Die Gesichtshaut ist blau und auf dem Kopf hat er ein helmartiges Gebilde aus Horngewebe. Der Hals ist hell rot bis kräftig gelb gefärbt. In der Mitte des Halses befindet sich ein Hautlappen, an der Schnabelbasis zwei. Die Beine sind lang mit kräftigen Füßen. An jedem Fuß sind drei lange kräftige Zehen, wovon die innere bis zu 10 cm lang wird, eine dolchförmige Kralle trägt und eine gefährliche Verteidigungswaffe darstellt. Die Geschlechter sind sich sehr ähnlich, allerdings ist das Männchen in der Regel kleiner als das Weibchen.

## Verbreitung und Lebensraum
Einlappenkasuare kommen in den nördlichen Tiefländern Papua-Neuguineas und Irian Jayas vor. Als Lebensraum dienen die Fluss- und Küstenregenwälder mit starkem Unterwuchs.

## Ernährung und Lebensweise
Kasuare ernähren sich hauptsächlich von Früchten, Pilzen, Insekten, Kleinsäugern, Kleinvögeln und Eiern. Außer in der Brutzeit leben sie einzeln und sind sehr reviertreu. Wenn die Vögel in die Enge getrieben werden, können sie kräftige Tritte austeilen, die wegen der langen, dolchartigen, inneren Krallen auch für einen Menschen lebensgefährlich sein können.

## Fortpflanzung
Kasuare brüten vorzugsweise in der Trockenzeit von Juni bis Oktober. Das Männchen baut das Nest, eine seichte Bodenvertiefung, die mit Gras und Blättern ausgekleidet und gut getarnt ist. Es paart sich nur mit einem einzigen Weibchen, das dann drei bis acht große, hell grün-blaue Eier in das Nest legt. Die Eier messen etwa 9 × 14 cm. Das Weibchen zieht anschließend weiter und kann sich noch mit weiteren Männchen paaren. Das Männchen bebrütet die Eier etwa zwei Monate lang und sorgt dann noch weitere neun Monate für die braun gestreiften Küken. Diese sind Nestflüchter.

## Gefährdung
Der Einlappenkasuar ist eine gefährdete Art. Die Erforschung der sehr scheuen Tiere ist sehr schwer, man geht von nur einem kleinen Bestand aus.

## Haltung
In Deutschland wird der Rothalskasuar im Weltvogelpark Walsrode gehalten.